# Nam Trực
Nam Trực là một huyện thuộc tỉnh Nam Định, Việt Nam.
Huyện Nam Trực nằm ở phía đông của tỉnh Nam Định, có sông Hồng và sông Đào chảy qua. Thị trấn Nam Giang là trung tâm chính trị kinh tế văn hóa của huyện, cách thành phố Nam Định 10 km, cách Hà Nội 110 km.
Diện tích: 163,89 km²
Dân số: 185.840 người (2021), 40% dân số theo đạo Thiên Chúa.

## Hành chính
Huyện Nam Trực có 18 đơn vị hành chính cấp xã trực thuộc, bao gồm thị trấn Nam Giang (huyện lỵ) và 17 xã: Bình Minh, Đồng Sơn, Hồng Quang, Nam Cường, Nam Dương, Nam Điền, Nam Hải, Nam Hoa, Nam Hồng, Nam Hùng, Nam Lợi, Nam Thái, Nam Thắng, Nam Thanh, Nam Tiến, Nghĩa An, Tân Thịnh.

## Địa lý

### Vị trí địa lý
Huyện Nam Trực nằm ở phía đông của tỉnh Nam Định, cách thành phố Nam Định khoảng 10 km về phía đông, cách trung tâm thủ đô Hà Nội khoảng 110 km, có vị trí địa lý:
- Phía đông giáp huyện Vũ Thư, tỉnh Thái Bình
- Phía tây giáp huyện Nghĩa Hưng và huyện Vụ Bản
- Phía nam giáp huyện Trực Ninh
- Phía bắc giáp thành phố Nam Định.

### Điều kiện tự nhiên
Diện tích đất tự nhiên của huyện là 16.171 ha, chiếm 9,79% diện tích đất tự nhiên toàn tỉnh, gồm: Đất nông nghiệp 11.579 ha, chiếm 71,61%; đất phi nông nghiệp 4.522 ha, chiếm 27,96% và đất chưa sử dụng 70 ha, chiếm 0,43%.
Địa hình Nam Trực rất thuận lợi cho sự phát triển của ngành nông nghiệp. Phía bắc và phía nam là vùng trũng, thuận lợi cho việc trồng lúa nước, vùng giữa huyện từ tây sang đông, dọc theo con đường Vàng thuận lợi cho việc phát triển các loại hoa màu và cây công nghiệp. Vùng đồng bãi chạy dọc theo đê sông Đào dài 15 km phía tây huyện và theo đê sông Hồng 14 km phía đông huyện thuận lợi cho việc phát triển rau màu và nghề trồng dâu nuôi tằm. Chạy dọc từ bắc xuống nam là sông Châu Thành cùng với các nhánh sông khác, thuận lợi cho hoạt động sản xuất nông nghiệp và phát triển giao thông đường thủy; sông Hồng, sông Đào là nguồn cung cấp nước chính phục vụ cho sản xuất nông nghiệp và dân sinh trên địa bàn huyện.
Từ Bắc xuống Nam huyện có có quốc lộ 21 dài 13 km ở phía Đông và tỉnh lộ 490C (đường 55 cũ) dài 15,8 km ở phía tây; từ đông sang tây có 3 tuyến đường giao thông chạy song song từ đường 21 sang đường 490C gồm các tuyến đường: Đường Vàng, đường Trắng, đường Đen, tạo nên hệ thống giao thông thủy bộ liên hoàn rất thuận lợi cho giao lưu và phát triển kinh tế.

### Thủy văn
Nam Trực được bao quanh bởi các con sông:
- Phía Đông là sông Hồng, kéo dài từ xã Nam Điền đến Nam Thanh, phía bên kia là huyện Vũ Thư, tỉnh Thái Bình.
- Phía Tây là sông Nam Định, kéo dài từ xã Nghĩa An đến xã Đồng Sơn, phía bên kia là huyện Vụ Bản.
- Phía Đông Nam là sông Lữ, kéo dài từ xã Nam Thanh, đến xã Nam Hải.
- Phía Nam là sông Rõng, kéo dài từ cống Ghềnh, xã Nam Hải, đến thôn Trung Thái, xã Nam Thái.
- Chạy dọc giữa huyện là sông Châu Thành dài khoảng 16,5 km từ cống Ngô Xá, Nam Điền đến cống Ghềnh, Nam Hải.

### Khí hậu
Khí hậu huyện Nam Trực nhiệt đới gió mùa, nóng ẩm, mưa nhiều.

## Lịch sử
Thời Bắc thuộc, Nam Trực thuộc huyện Tây Chân, là yết hầu của phủ Thiên Trường.
Thời Trần, Nam Trực là vọng gác phía nam của Nam Định.
Thời thuộc Minh, là phủ Phụng Hoá.
Thời Lê Trung Hưng, do kiêng huý chúa Tây Vương Trịnh Tạc, Tây Chân được đổi thành Nam Chân.
Thời Nguyễn, năm Minh Mạng thứ 14 (năm 1833), Nam Chân được chia thành hai huyện Nam Chân và Chân Ninh, sau đổi thành Nam Trực và Trực Ninh.
Sau năm 1945, bỏ cấp phủ, gọi chung là huyện. Huyện Nam Trực khi đó có 32 xã: Bắc Sơn, Nam An, Nam Bình, Nam Chấn, Nam Cường, Nam Điền, Nam Đồng, Nam Dương, Nam Giang, Nam Hải, Nam Hoa, Nam Hồng, Nam Hùng, Nam Lợi, Nam Long, Nam Minh, Nam Mỹ, Nam Nghĩa, Nam Ninh, Nam Phong, Nam Phúc, Nam Quan, Nam Quang, Nam Tân, Nam Thắng, Nam Thịnh, Nam Tiến, Nam Toàn, Nam Trung, Nam Vân, Nam Xá, Thái Sơn.
Ngày 26 tháng 3 năm 1968, hai huyện Nam Trực và Trực Ninh sáp nhập thành huyện Nam Ninh.
Ngày 21 tháng 8 năm 1971, hợp nhất xã Nam Đồng và xã Bắc Sơn thành một xã lấy tên là xã Đồng Sơn.
Ngày 23 tháng 2 năm 1974, sáp nhập thôn Ngưu Trì của xã Nam Hùng vào xã Nam Cường, sáp nhập hai thôn Thọ Trung và Điện An của xã Nam Minh vào xã Nam Hùng, sáp nhập ba thôn Đầm, Vượt, Vọc của xã Nam Bình vào xã Nam Dương, sáp nhập hai thôn Hiệp Luật, Cổ Lung của xã Nam Dương vào xã Nam Bình.
Ngày 23 tháng 2 năm 1977, hợp nhất xã Nam Bình và xã Nam Minh thành một xã lấy tên là xã Bình Minh; cắt thôn Nam Sơn của xã Thái Sơn vào xã Nam Phúc lấy tên xã mới là xã Nam Thái; hợp nhất xã Nam Lợi và xã Nam Quan thành một xã lấy tên là xã Nam Lợi.
Ngày 1 tháng 2 năm 1978, hợp nhất xã Nam Hồng và xã Nam Trung thành một xã lấy tên là xã Nam Hồng; hợp nhất xã Nam Long và xã Nam Ninh thành một xã lấy tên là xã Nam Thanh.
Ngày 27 tháng 3 năm 1978, hợp nhất xã Nam Điền và xã Nam Xá thành một xã lấy tên là xã Điền Xá; hợp nhất xã Nam Chấn và xã Nam Quang thành một xã lấy tên là xã Hồng Quang; hợp nhất xã Nam Tân và xã Nam Thịnh thành một xã lấy tên là xã Tân Thịnh; hợp nhất xã Nam An và xã Nam Nghĩa thành một xã lấy tên là xã Nghĩa An.
Ngày 2 tháng 1 năm 1997, 2 xã Nam Phong và Nam Vân được sáp nhập về thành phố Nam Định.
Ngày 26 tháng 2 năm 1997, thực hiện Nghị định 19/NĐ-CP của Chính phủ, huyện Nam Ninh lại chia thành 2 huyện Nam Trực và Trực Ninh sau 29 năm hợp nhất.
Huyện Nam Trực gồm 20 xã: Bình Minh, Điền Xá, Đồng Sơn, Hồng Quang, Nam Cường, Nam Dương, Nam Giang, Nam Hải, Nam Hoa, Nam Hồng, Nam Hùng, Nam Lợi, Nam Mỹ, Nam Thái, Nam Thắng, Nam Thanh, Nam Tiến, Nam Toàn, Nghĩa An, Tân Thịnh.
Ngày 14 tháng 11 năm 2003, chuyển xã Nam Giang thành thị trấn Nam Giang, thị trấn huyện lỵ huyện Nam Trực.
Ngày 23 tháng 7 năm 2024, Ủy ban Thường vụ Quốc hội ban hành Nghị quyết số 1104/NQ-UBTVQH15 về việc sắp xếp đơn vị hành chính cấp huyện, cấp xã trên địa bàn tỉnh Nam Định (nghị quyết có hiệu lực từ ngày 1 tháng 9 năm 2024). Theo đó, thành lập xã Nam Điền trên cơ sở 3 xã Điền Xá, Nam Mỹ và Nam Toàn.
Huyện Nam Trực có 1 thị trấn và 17 xã như hiện nay.

## Kinh tế
Nông nghiệp nay vẫn là ngành nghề chính của nhân dân nơi đây. Công nghiệp chưa phát triển, chỉ giới hạn trong một số ngành thủ công nghiệp truyền thống tuy nhiên rất manh mún. Trước thời "đổi mới", xã Nam Giang tổ chức sản xuất tổng hợp các mặt hàng phụ tùng xe đạp, vật dụng trong nhà bếp, dụng cụ cho nông nghiệp, các sản phẩm từ lò rèn trong một "Hợp tác xã" của 4 hợp tác xã thành viên là "Hợp tác xã Tiền Tiến". Làng Vân Chàng thuộc xã Nam Giang là một làng nghề truyền thống thợ rèn và có nguồn gốc ông tổ nghề Rèn ở Núi Tiên (rú Tiên).
Từ 2005, xã Nam Giang đã nâng cấp lên thành thị trấn Nam Giang. Tiểu công nghiệp các ngành kim loại phát triển trở thành một địa phương có cơ sở hạn tầng hoàn bị để sản xuất mọi mặt hàng, như kéo, dao, đồ dùng gia dụng, linh kiện xe đạp, xe máy, xe ô tô, các thành phẩm, bán thành phẩm từ lò đúc gang, thép, kim loại màu, và các nhà máy cán thép, kim loại. Thương hiệu từ xưa đã đi vào lòng dân tộc của xã Vân Chàng: tràng đục chữ "C", kéo "Sinh Tài",... Sau này có vành xe đạp "Tiền Tiến",...
Thời kỳ 2010-2013 nền kinh tế của huyện Nam Trực có bước tăng trưởng khá và luôn giữ ở mức ổn định, cơ cấu kinh tế đang được tiếp tục chuyển dịch theo hướng tích cực. Tốc độ tăng trưởng kinh tế bình quân là 11-12%/năm. Cơ cấu kinh tế như sau: Nông nghiệp - thủy sản chiếm 21,5 %; Công nghiệp - xây dựng chiếm 56,4% và Ngành dịch vụ chiếm 22,1%.
Làng nghề: Làng Báo Đáp - Hồng Quang - Nam Trực nổi tiếng cả nước với nghề làm đèn ông sao và hoa giấy. Nghề làm Nón lá ở xóm Rục Kiều thôn Cổ Gia - Nam Hùng - Nam Trực. Làng Dệt vải ở thôn Liên Tỉnh - Nam Hồng - Nam Trực,...

### Đầu tư và xây dựng
Tổng vốn đầu tư thực hiện trên địa bàn huyện năm 2017 là 2192,2 tỷ đồng, tăng 15,4% so với năm 2016, bao gồm: Vốn khu vực Nhà nước 385,1 tỷ đồng, khu vực ngoài Nhà nước 1404,7 tỷ đồng, khu vực có vốn đầu tư nước ngoài là 402,3 tỷ đồng. Các nguồn lực được huy động để phục vụ cho xây dựng nông thôn mới, xây dựng kết cấu hạ tầng kinh tế - xã hội của huyện, xây dựng cơ sở vật chất, mua sắm máy móc, thiết bị sản xuất kinh doanh của các doanh nghiệp.
Toàn huyện có 384 cơ sở (33 doanh nghiệp, 351 cơ sở cá thể) với 3036 lao động hoạt động trong lĩnh vực xây dựng. Giá trị sản xuất ngành xây dựng năm 2017 là 1323,1 tỷ đồng, tăng 16,3% so với năm 2016.
| STT | Tên doanh nghiệp                         | Địa chỉ                                   | Ngành Sản xuất, kinh doanh chính | Mã ngành VSIC 2007 | Số lao động (người) |
| --- | ---------------------------------------- | ----------------------------------------- | -------------------------------- | ------------------ | ------------------- |
| 1   | Công ty TNHH Yamani Dynasty              | Cụm CN Nam Hồng, Nam Trực                 | Sản xuất túi, ví da              | 15120              | 1989                |
| 2   | Công ty TNHH Longyu Việt Nam             | Km 9, Tân Thịnh, Nam Trực                 | Gia công hàng may mặc            | 14100              | 449                 |
| 3   | Công ty TNHH Việt Pan - Pacific Nam Định | Thôn Giao Cù Trung, xã Đồng Sơn, Nam Trực | May quần áo                      | 14100              | 2115                |
| 4   | Công ty TNHH Won Young Vina              | Km 3.5, xã Nghĩa An, Nam Trực             | Kinh doanh nguyên phụ liệu may   | 46413              | 11                  |

### Sản xuất nông, lâm nghiệp và thủy sản
Tổng diện tích gieo trồng cây hàng năm các loại 2017 đạt 20018 ha, giảm 1,4% so với năm 2016. Trong đó, diện tích cây lương thực có hạt 17384 ha, riêng diện tích trồng lúa là 17013ha. Năng suất lúa cả năm 105,84 tạ/ha, sản lượng lương thực có hạt 90153 tấn.
Đến 1/10/2017, có 571 con trâu (giảm 2,1% - 12 con), 3509 con bò (giảm 7,4% - 280 con), đàn gia cầm là 706,6 nghìn con, giảm 0,3%. Sản lượng thịt hơi xuất chuồng 15100 tấn
Sản lượng gỗ 2017 đạt 55 m³ gỗ và 440 ste củi.
Năm 2017, có 605 ha diện tích nuôi trồng thủy sản, sản lượng 2520 tấn.

### Sản xuất công nghiệp
Năm 2017, có 3270 cơ sở sản xuất công nghiệp: 84 DN tư nhân, 6 HTX, 3177 cơ sở SX cá thể, 3 DN có vốn đầu tư nước ngoài.
Tổng số lao động 16087 người, tăng 1,5%.
Giá trị sản xuất CN năm 2017 6434,4 tỷ đồng.

### Thương mại, dịch vụ
Năm 2017, toàn huyện có 21 chợ, 133 doanh nghiệp, 3 HTX và 6059 cơ sở cá thể với 11103 lao động hoạt động trong lĩnh vực thương mại, dịch vụ. Tổng mức bán lẻ hàng hóa năm 2017 theo giá hiện hành là 1692,2 tỷ đồng, tăng 11,9% so với năm trước.

## Xã hội

### Giáo dục

#### Truyền thống giáo dục
Nhân dân Nam Trực đã có truyền thống hiếu học. Trong các khóa thi do các triều đại phong kiến tổ chức, Nam Trực có 18 người đạt học vị tiến sĩ (trong khi cả tỉnh có 62 người đỗ tiến sĩ và phó bảng), 3 trong tổng số 5 trạng nguyên của tỉnh Nam Định là người Nam Trực. Riêng làng Cổ Chử có Trần Văn Bảo đỗ trạng nguyên, con là Trần Đình Huyên đỗ tiến sĩ. Đặc biệt, ở đời nhà Trần, Nguyễn Hiền quê ở làng Dương A (xã Nam Thắng) đỗ trạng nguyên khi mới 13 tuổi - trạng nguyên nhỏ tuổi nhất trong lịch sử khoa bảng Việt Nam.
Một số cá nhân khoa bảng khác của Nam Trực: Bảng nhãn Lê Hiến Giản (1341-1390?), tiến sĩ Lê Hiến Từ (1341-1390?), tiến sĩ Phạm Khắc Thận (1441-1509), tiến sĩ Nguyễn Ý (1485-?),...
| STT | Họ và tên                       | Năm sinh, năm mất       | Quê quán                                                               | Quê quán                                                                                        | Khoa thi | Thứ hạng                           | Thời kỳ                               | Chức vị                                                                                | Tước hiệu (Công, hầu, bá, tử, nam) | Cống hiến | Ghi chú                             |
| STT | Họ và tên                       | Năm sinh, năm mất       | Trước đây                                                              | Hiện nay                                                                                        | Khoa thi | Thứ hạng                           | Thời kỳ                               | Chức vị                                                                                | Tước hiệu (Công, hầu, bá, tử, nam) | Cống hiến | Ghi chú                             |
| 1   | Nguyễn Hiền                     | 1234? - 1255            | làng Dương Miện, huyện Thượng Hiền, phủ Thiên Trường, lộ Sơn Nam       | thôn Dương A, xã Nam Thắng, huyện Nam Trực                                                      | 1247     | Trạng nguyên                       | Trần Thái Tông (Thiên Ứng Chính Bình) | Thượng thư bộ Công, Ngự sử đài, Đô ngự sử                                              |                                    | | Trạng nguyên trẻ tuổi nhất Việt Nam |
| 2   | Vũ Tuấn Chiêu                   | 1425 - ?                | làng Xuân Lôi, tổng Cổ Ra, xứ Sơn Nam                                  | xóm Xuân Lôi, thôn Cổ Ra, xã Nam Hùng                                                           | 1475     | Trạng nguyên                       | Lê Thánh Tông (Hồng Đức 6)            | Tả Thị lang Bộ Lại                                                                     |                                    | |                                     |
| 3   | Trần Văn Bảo                    | 1524 - 1610             | làng Cổ Chử, huyện Giao Thủy, trấn Sơn Nam                             | thôn Dứa, xã Hồng Quang, huyện Nam Trực                                                         | 1550     | Trạng nguyên                       | Mạc Phúc Nguyên (Cảnh Lịch 3)         | Thượng thư, Lại bộ thượng thư                                                          | Nghĩa Sơn bá                       | |                                     |
| 4   | Lê Hiến Giản                    | 1341 - 1390?            | trang Thượng Lao, huyện Tây Chân                                       | xã Nam Thanh, huyện Nam Trực                                                                    | 1374     | Bảng nhãn                          | Trần Duệ Tông (Long Khánh 2)          | Thị lang đại học sĩ tri thẩm hình viện                                                 |                                    | |                                     |
| 5   | Lê Hiến Tứ                      | 1341 - 1390?            | trang Thượng Lao, huyện Tây Chân                                       | xã Nam Thanh, huyện Nam Trực                                                                    | 1374     | Tiến sĩ                            | Trần Duệ Tông (Long Khánh 2)          | Ngự sử đại phu, Trấn Nam tướng quân                                                    |                                    | |                                     |
| 6   | Phạm Khắc Thận                  | 1441 - 1509             | làng Ngưu Trì, huyện Nam Chân                                          | thôn Cổ Tung, xã Nam Hùng, huyện Nam Trực                                                       | 1493     | Đệ Nhị giáp đồng Tiến sĩ xuất thân | Lê Thánh Tông (Hồng Đức 24)           | Hàn lâm Hiệu lý, Lễ bộ Tả thị lang                                                     | Xuân Lâm tử, Xuân Lâm bá           | |                                     |
| 7   | Nguyễn Ý                        | 1485 - ?                | xã Thư Nhi, tổng Hộ Xá, huyện Giao Thủy                                | thôn Ngọc Thỏ, xã Tân Thịnh                                                                     | 1511     | Đệ tam giáp đồng Tiến sĩ xuất thân | Lê Tương Dực (Hồng Thuận 3)           | Tự khanh                                                                               |                                    | |                                     |
| 8   | Vũ Kiệt                         | Thế kỉ XV               | Sa Lung thuộc huyện Tây Chân                                           |                                                                                                 | 1478     | Đệ tam giáp đồng Tiến sĩ xuất thân | Lê Thánh Tông (Hồng Đức 9)            | Đô cấp sự trung                                                                        |                                    | |                                     |
| 9   | Vũ Đoan                         | Thế kỉ XVI              | xã Đồng Lư, huyện Giao Thủy                                            | thôn Đồng Lư, xã Tân Thịnh, huyện Nam Trực                                                      | 1523     | Đệ tam giáp đồng Tiến sĩ xuất thân | Lê Cung Hoàng (Thống Nguyên 2)        | Thượng thư (nhà Mạc)                                                                   |                                    | lập ra làng An Hoạch, phục hưng nghề đục đá |                                     |
| 10  | Phạm Tráng                      | cuối TK XV - đầu TK XVI | xã Dũng Nhuệ, huyện Giao Thuỷ                                          | huyện Nam Trực, tỉnh Nam Định                                                                   | 1502     | Đệ tam giáp đồng Tiến sĩ xuất thân | Lê Hiến Tông (Cảnh Thống 5)           | Lại bộ Hữu thị lang                                                                    |                                    | |                                     |
| 11  | Ngô Bật Lượng                   | Thế kỉ XVI              | xã Bái Dương, huyện Tây Chân                                           | thôn Bái Dương, xã Nam Dương, huyện Nam Trực                                                    | 1550     | Đệ tam giáp đồng Tiến sĩ xuất thân | Mạc Phúc Nguyên (Cảnh Lịch 3)         | Tả thị lang, hàm Đắc tiền kim vĩnh lộc đại phu                                         | Phụng Công hầu                     | |                                     |
| 12  | Đào Minh Dương (Đào Dương Bằng) | Thế kỉ XVI              | xã Hộ Xá, huyện Giao Thuỷ                                              | huyện Nam Trực, tỉnh Nam Định. (Hộ Xá xưa đã lở xuống sông do sông Hồng chuyển dòng)            | 1550     | Đệ tam giáp đồng Tiến sĩ xuất thân | Mạc Phúc Nguyên (Cảnh Lịch 3)         | Thừa chính sứ                                                                          |                                    | |                                     |
| 13  | Tống Hân                        | 1535 - ?                | xã Vũ Lao                                                              |                                                                                                 | 1556     | Đệ tam giáp đồng Tiến sĩ xuất thân | Mạc Phúc Nguyên (Quang Bảo 2)         | Thượng thư                                                                             | Lễ Khê bá                          | |                                     |
| 14  | Trần Đình Huyên                 | 1561-?                  | làng Cổ Chử, huyện Giao Thủy, trấn Sơn Nam                             | thôn Dứa, xã Hồng Quang, huyện Nam Trực                                                         | 1586     | Đệ tam giáp đồng Tiến sĩ xuất thân | Mạc Mậu Hợp (Đoan Thái 1)             | Công khoa Đô cấp sự trung, thăng Hình bộ Thượng thư                                    |                                    | | Con cả Trần Văn Bảo                 |
| 15  | Nguyễn Công Bật                 | 1559-?                  | xã Khang Cù, huyện Tây Chân                                            | thôn Giao Cù, xã Đồng Sơn, huyện Nam Trực                                                       | 1652     | Đệ tam giáp đồng Tiến sĩ xuất thân | Lê Thần Tông (Khánh Đức 4)            | đốc học Thanh Hóa, Lại khoa Cấp sự trung, Thị lang bộ Lại                              | tử                                 | |                                     |
| 16  | Đặng Phi Hiển                   | 1630-1678               | xã Thụy Nhi                                                            | thôn Ngọc Thỏ, xã Tân Thịnh, huyện Nam Trực                                                     | 1628     | Đệ tam giáp đồng Tiến sĩ xuất thân | Lê Thần Tông (Vĩnh Tộ 10)             | sát sứ Tuyên Quang, Trấn thủ Thanh Hóa, Đông các Đại học sĩ                            | Vệ Thụy hầu                        | các tác phẩm: Nam du tập, Bắc Sơn hành ký,... |                                     |
| 17  | Nguyễn Thế Trân                 | 1603-?                  | xã Bách Tính, huyện Thượng Nguyên                                      | thôn Bách Tính, xã Nam Hồng, huyện Nam Trực                                                     | 1628     | Đệ tam giáp đồng Tiến sĩ xuất thân | Lê Thần Tông (Vĩnh Tộ 10)             | Cấp sự trung                                                                           |                                    | |                                     |
| 18  | Nguyễn Danh Nho                 | 1638-1699               | xã Nghĩa Phú, huyện Cẩm Giàng; định cư tại xã Cổ Nông, huyện Nam Chân. | thôn Nghĩa Phú, xã Cẩm Vũ, huyện Cẩm Bình, tỉnh Hải Dương; định cư xã Bình Minh, huyện Nam Trực | 1670     | Đệ tam Giáp đồng Tiến sỹ xuất thân | Lê Huyền Tông (Cảnh Trị)              | Bồi tụng Hữu thị Lang                                                                  |                                    | 12 bài thơ chữ Hán chép trong toàn Việt thi lục |                                     |
| 19  | Phạm Duy Cơ                     | 1685-?                  | xã Từ Quán, huyện Giao Thủy                                            | thôn Từ Quán, xã Tân Thịnh, huyện Nam Trực                                                      | 1710     | Đệ tam đồng Tiến sĩ xuất thân      | Lê Dụ Tông (Vĩnh Thịnh 6)             | Hình khoa Cấp sự trung                                                                 | Thuân Hải bá                       | |                                     |
| 20  | Phạm Hữu Du                     | 1682-?                  | xã Quán Các, huyện Giao Thủy                                           | thôn Quán Các, xã Tân Thịnh, huyện Nam Trực                                                     | 1724     | Đệ tam giáp đồng Tiến sĩ xuất thân | Lê Dụ Tông (Bảo Thái 5)               | Công bộ Hữu Thị lang                                                                   | Quán Anh bá                        | tác phẩm "Bần gia dụng dược", thơ Nôm |                                     |
| 21  | Vũ Đình Dung                    | 1699-1740               | xã Cà Đông, huyện Nam Chân                                             | thôn Đông, xã Nam Cường, huyện Nam Trực                                                         | 1733     | Đệ tam giáp đồng Tiến sĩ xuất thân | Lê Thuận Tông (Long Đức 2)            | Hàn lâm viện Thừa chỉ, Hữu thị Lang                                                    | Phùng Lĩnh bá                      | |                                     |
| 22  | Hoàng Phạm Dịch                 | 1701-?                  | Từ Quán, huyện Giao Thủy                                               | thôn Từ Quán, xã Tân Thịnh, huyện Nam Trực                                                      | 1748     | Đệ tam giáp đồng Tiến sĩ xuất thân | Lê Hiển Tông (Cảnh Hưng 9)            | Giám sát ngự sử                                                                        |                                    | |                                     |
| 23  | Ngô Sỹ Thực                     | 1724-?                  | xã Bách Tính, huyện Nam Chân                                           | thôn Bách Tính, xã Nam Hồng, huyện Nam Trực                                                     | 1760     | Đệ tam giáp đồng Tiến sĩ xuất thân | Lê Hiển Tông (Cảnh Hưng 21)           | Đông các Đại học sĩ, thự Thiêm đô ngự sử                                               | Diên Trạch bá                      | |                                     |
| 24  | Hoàng Quốc Trân                 | 1751-1787               | xã Nam Chân, huyện Nam Chân                                            | thôn Nam Trực, xã Nam Tiến, huyện Nam Trực                                                      | 1779     | Đệ tam giáp đồng Tiến sĩ xuất thân | Lê Hiển Tông (Cảnh Hưng 40)           | Hàn lâm viện đãi chế, thự Hiến sát sứ Kinh Bắc                                         |                                    | |                                     |
| 25  | Ngô Thế Vinh                    | 1803-1856               | xã Bái Dương, huyện Nam Chân                                           | thôn Bái Dương, huyện Nam Trực                                                                  | 1829     | Tam giáp đồng Tiến sĩ xuất thân    | Minh Mệnh 10                          | Hàn lâm viện Biên tu, lĩnh Tri phủ Định Viễn, Viên ngoại lang bộ Lại, Lễ bộ Lang trung |                                    | Thơ, phú, trướng, đối, tấu, biểu, sớ, tụng, minh,... với những tác phẩm tiêu biểu: "Nam Chân vịnh", "Dương Đình văn tập", "Trúc đường phú tập", và nhiều thơ văn, thần tích, bi ký khác |                                     |
| 26  | Vũ Hữu Lợi                      | 1836-1886               | xã Giao Cù, tổng Sa Lung                                               | thôn Giao Cù, xã Đồng Sơn, huyện Nam Trực                                                       | 1875     | Tam giáp đồng Tiến sĩ xuất thân    | Tự Đức 29                             | Quang lộc Tự Thiếu khanh, Tả lý Bộ binh                                                |                                    | |                                     |
| 27  | Đỗ Dương Thanh                  | 1878-1944               | xã Đại An, huyện Thượng Nguyên                                         | thôn Đại An, xã Nghĩa An, huyện Nam Trực                                                        | 1901     | Phó bảng                           |                                       | quan Án sát                                                                            |                                    | tập "Thế gian nghịch cảnh ký" |                                     |
| 28  | Lâm Hữu Lập                     | 1878-1948               |                                                                        | thôn Đại An, xã Nghĩa An, huyện Nam Trực                                                        | 1916     | Phó bảng                           |                                       | quan Huấn đạo trường quy thức                                                          |                                    | "Lịch đại chư gia khẩn thổ chí" 64 bài; Thiên gia thi tuyển Hán tự tập (300 bài), Thiên gia thi tuyển quốc âm tập (400 bài).                                                            |                                     |

#### Giai đoạn hiện nay
- Giáo dục mầm non [20]

Giáo dục mầm non ở huyện Nam Trực gồm chỉ gồm các cơ sở giáo dục công lập với số lượng ổn định là 33 cơ sở từ năm 2010 đến 2017. Năm 2018 giảm xuống sau khi thực hiện đề án sáp nhập các cơ sở giáo dục mầm non, tiểu học trong huyện.
Số lớp học tăng từ 320 lớp năm 2010 lên 380 lớp năm 2017
Số lượng giáo viên cũng tăng liên tục từ 323 giáo viên (2010) lên 755 giáo viên (2017). Cùng với đó, số lượng học sinh cũng tăng từ 6824 em (2010) lên 11334 em (20170, kéo theo đó là số học sinh bình quan trên một lớp học tăng từ 21 học sinh/lớp (2010) lên 30 học sinh/lớp (2017).
- Giáo dục phổ thông[21]

|                        | 2010 | 2014 | 2015 | 2016 | 2017 |
| ---------------------- | ---- | ---- | ---- | ---- | ---- |
| Số trường học (Trường) | 70   | 66   | 66   | 61   | 61   |
| Tiểu học               | 33   | 33   | 33   | 33   | 33   |
| Công lập               | 33   | 33   | 33   | 33   | 33   |
| Ngoài công lập         |      |      |      |      |      |
| THCS                   | 31   | 27   | 27   | 22   | 22   |
| Công lập               | 31   | 27   | 27   | 22   | 22   |
| Ngoài công lập         |      |      |      |      |      |
| THPT                   | 6    | 6    | 6    | 6    | 6    |
| Công lập               | 4    | 4    | 4    | 4    | 4    |
| Ngoài công lập         | 2    | 2    | 2    | 2    | 2    |
| Số lớp học (Lớp)       | 1023 | 951  | 949  | 934  | 943  |
| Tiểu học               | 513  | 485  | 490  | 487  | 495  |
| Công lập               | 513  | 485  | 490  | 487  | 495  |
| Ngoài công lập         |      |      |      |      |      |
| THCS                   | 362  | 334  | 329  | 317  | 318  |
| Công lập               | 362  | 334  | 329  | 317  | 318  |
| Ngoài công lập         |      |      |      |      |      |
| THPT                   | 148  | 132  | 130  | 130  | 130  |
| Công lập               | 117  | 102  | 102  | 102  | 102  |
| Ngoài công lập         | 31   | 30   | 28   | 28   | 28   |

### Y tế

#### Số cơ sở y tế, giường bệnh do cấp huyện quản lý[22]
|                             | 2010 | 2014 | 2015 | 2016 | 2017 |
| --------------------------- | ---- | ---- | ---- | ---- | ---- |
| TỔNG SỐ                     | 312  | 274  | 256  | 268  | 275  |
| Số nhân lực ngành y         | 284  | 228  | 222  | 220  | 230  |
| Bác sĩ                      | 37   | 37   | 36   | 38   | 39   |
| Y sĩ                        | 66   | 62   | 55   | 79   | 77   |
| Điều dưỡng                  | 141  | 68   | 76   | 70   | 79   |
| Hộ sinh                     |      | 61   | 55   | 30   | 32   |
| Kỹ thuật viên Y             |      |      |      | 3    | 3    |
| Khác                        | 40   |      |      |      |      |
| Số nhân lực ngành dược      | 28   | 46   | 34   | 48   | 45   |
| Dược sĩ                     | 1    | 3    | 3    | 4    | 4    |
| Dược sĩ cao đẳng, trung cấp | 18   | 25   | 20   | 42   | 39   |
| Dược tá                     | 9    | 18   | 11   | 2    | 2    |
| Kỹ thuật viên dược          |      |      |      |      |      |
| Khác                        |      |      |      |      |      |

## Văn hóa

### Di tích lịch sử văn hóa

#### Di tích lịch sử văn hóa cấp quốc gia[23]
- Đền chùa Thọ Tung
- Đền Am
- Di tích đền Thượng Lao, đền Xối Thượng và hai vị Đại khoa đời Trần
- Đền thờ Trạng nguyên Nguyễn Hiền
- Đền Gin
- Đền Giao Cù
- Chùa Đại Bi
- Đình Xám
- Đền An Lá, Xã Nghĩa An
- Đền Triệu Việt Vương Xã Nam Tiến

#### Di tích lịch sử văn hóa cấp tỉnh[24]
- Đền Cả, làng Đỗ Xá, xã Nam Điền
- Đền Quán Các, xã Tân Thịnh
- Đình, chùa, miếu thôn Rạch, xã Hồng Quang
- Chùa Na, đền Thượng, thôn Bách Tính, xã Nam Hồng
- Đền Thái Hòa, thôn Bách Tính, xã Nam Hồng
- Đền Triệu Việt Vương Thạch Cầu, xã Nam Tiến
- Đền Triệu Việt Vương Lạc Chính xã Nam Tiến
- Đền Đức Thánh Trần Đạo Quỹ xã Nam Tiến
- Đình Tây Lạc, xã Đồng Sơn
- Đình Tứ Giáp, xã Nam Cường
- Đền Tiền Vinh, xã Nam Thái
- Đình, chùa Đồng Côi
- Đình làng Vân Chàng
- Chùa Hưng Đễ, xã Nam Hoa
- Chùa Đồng Quỹ, xã Nam Tiến
- Quần thể di tích đền, chùa, động, phủ Thanh Am làng Thanh Khê, xã Nam Cường
- Đình Vị Khê
- Đền Đồng Phù
- Chùa Vân Đồn, xã Nghĩa An
- Đình Xuân Lôi
- Cầu Ngói, chợ Thượng, xã Bình Minh

### Lễ hội truyền thống
Nam Trực là vùng đất cổ giàu truyền thống lịch sử - văn hóa với 397 di tích, trong đó 13 di tích đã được xếp hạng cấp quốc gia, 48 di tích đã được xếp hạng cấp tỉnh. Gắn với hệ thống di tích là các sinh hoạt văn hóa dân gian, hàng trăm lễ hội truyền thống của nhân dân làng xã từ bao đời nay, trong đó thường tập trung vào 3 tháng mùa xuân.
- Lế hội chợ Viềng, mùng 8 tháng Giêng. Từ xa xưa, người dân nơi đây đã truyền nhau câu ca:
"Bỏ con, bỏ cháu, không bỏ hai mươi sáu chợ Yên/ Bỏ tổ bỏ tiên không bỏ chợ Viềng mồng tám"
để khẳng định ý nghĩa đặc biệt về mặt tâm linh của phiên chợ này.
- Lễ hội hoa, cây cảnh Vị Khê được tổ chức từ ngày 12 đến ngày 16 tháng Giêng.
- Hội chùa Bi diễn ra vào ngày 20-22 tháng Giêng, nổi tiếng với câu ca truyền tụng "Hai mươi phát tấu chùa Bi/Trai đi được vợ, gái đi được chồng". Trong "Tân Biên Nam Định địa dư chí lược" của Đệ tam giáp đồng Tiến sĩ xuất thân khoa Canh Thìn (1880) Khiếu Năng Tĩnh có ghi:
"Giàu nghèo cũng cứ chơi xuân,/ Thắp hương cầu phúc, bước chân vui vầy,/ Thứ nhất thì hội Phủ Dầy/ Vui thì vui vậy, không tày chùa Bi"
- Lễ hội truyền thống Đền Am, thị trấn Nam Giang.
- Lễ hội Đồng Phù, xã Nam Mỹ. Đây là lễ hội chung của hai làng Đồng Phù và làng Vô Hoạn, hàng năm tổ chức vào ngày mồng 10 đến ngày 15 tháng 3 âm lịch.

### Thể thao
Cùng với thông lệ 4 năm một lần đại hội Thể dục thể thao (TDTT), huyện Nam Trực tổ chức Đại hội TDTT trong nhân dân với không khí thi đua sôi nổi. Các môn thi đấu bao gồm 7 môn: cầu lông, bóng bàn, bóng chuyền, dân vũ, cờ vua, cờ tướng, đi xe đạp chậm.
Đại hội và các công tác chuẩn bị kéo dài từ tháng 4 đến tháng 8, bốn năm một lần. Đại hội gần nhất là Đại hội lần thứ IX diễn ra từ trong các ngày 27-28/8/2022.

### Ẩm thực
- Dân làng Giao Cù, xã Đồng Sơn, huyện Nam Trực, tỉnh Nam Định từ xưa đến nay, phần lớn đều sinh sống bằng nghề làm phở bò. Vượng nhất là dòng họ Cồ, nổi danh từ Nam chí Bắc. Họ khai nghề từ năm 1925, với hình ảnh ông Cồ Hữu Vạng, người đầu tiên gánh phở lên Hà Nội bán hàng. Sau đó dòng phở Cồ tràn về Hà Nội có lúc "đánh át" cả mấy cái anh phở Thìn, phở Tư Lùn nức tiếng phố cổ ngày nào.
- Nem nắm Nam Trực.

Đây là món ăn thương hiệu, đã có mặt trên bản đồ ẩm thực. Món ăn được tạo nên từ bì, mỡ, thịt lợn, kết hợp cùng thính được làm từ gạo tám rang thơm và các loại gia vị, rau thơm. Quả nem được nắm lại thành các nắm nhỏ, vừa ăn cho mâm cỗ 4-6 người, gói trong lá sung hoặc lá chuối; có thể ăn ngay sau khi đóng gói.
Bên cạnh đó, Nam Trực còn một số món ăn khác như bánh gai, bún, ...

### Văn hóa ứng xử
Người dân nơi đây thân thiện, mến khách, lịch sự; giao tiếp ứng xử theo chuẩn mực chung. Toàn huyện thi đua Phong trào Xây dựng đời sống văn hóa ở khu dân cư. Năm 2022, toàn huyện có 223/223 thôn, tổ dân phố đạt danh hiệu thôn, tổ dân phố văn hóa, đạt tỷ lệ 100%; 58.591/65.561 hộ đạt danh hiệu gia đình văn hóa, đạt tỷ lệ 89,36%.

### Âm nhạc

#### Âm nhạc dân gian
Xứ Thành Nam vốn có truyền thống về các loại hình âm nhạc dân gian như: Hát trầu văn, hát xẩm, hát bội, hát ả đào. Mở đầu cho việc đưa hát văn lên sân khấu cũng như biểu diễn như những tác phẩm nghệ thuật độc lập ở tỉnh Nam Định phải kể đến nghệ sỹ ưu tú Kim Liên (huyện Nam Trực, Nam Định), Bà chính là người trực tiếp mang tiếng Hát văn phục vụ Hội Nghị Paris năm 1969.

## Nhân vật nổi tiếng
- Trạng nguyên

Huyện Nam Trực có 3 vị trạng nguyên trong tổng số 5 trạng nguyên của tỉnh Nam Định, trong 49 vị trạng nguyên nước Việt. Đó là các vị: Nguyễn Hiền, Vũ Tuấn Chiêu, Trần Văn Bảo.
- Phó thủ tướng

- Ông Đặng Việt Châu (1914-1987): Quê xã Nam Hồng, Phó Thủ tướng Chính phủ từ năm 1974-1975.
- Ông Ngô Xuân Lộc (sinh 1940): Quê xã Nam Hồng, Phó Thủ tướng Chính phủ từ năm 1997-1999.
- Ông Vũ Văn Ninh (sinh 1955): Quê xã Nam Dương, Phó Thủ tướng Chính phủ nhiệm kỳ 2011-2016.
- Bộ trưởng

- Ông Mai Chí Thọ (1922-2007): Bộ trưởng Bộ Nội vụ nhiệm kỳ 1986-1991, Đại tướng Công an Nhân dân Việt Nam đầu tiên.
- Ông Đinh Đức Thiện (1914-1986): Bộ trưởng Bộ Giao thông Vận tải từ năm 1980-1982, Thượng tướng Quân đội nhân dân Việt Nam, Thứ trưởng Bộ Quốc phòng.
- Ông Phan Văn Giang (sinh 1960): Ủy viên Bộ Chính trị khóa XIII, phó Bí thư Quân ủy Trung ương, Bộ trưởng Bộ Quốc phòng Việt Nam đương nhiệm. Quân hàm Đại tướng.
- Chính khách

- Ông Lê Đức Thọ (1911-1990): Trưởng ban Tổ chức Trung Ương, phụ trách nhân sự của Đảng Cộng sản Việt Nam suốt một thời kỳ dài 1956-1982, trực tiếp phụ trách đoàn ngoại giao Việt Nam đàm phán với Mỹ về Hiệp định Paris.
- Ông Nguyễn Văn Vịnh: (1918-1978): Trung tướng, Thứ trưởng Bộ Quốc phòng, Phó Tổng Tham mưu trưởng, Chủ nhiệm Ủy ban Thống nhất Trung ương.
- Ông Trần Xuân Bách (1924-2006): Ủy viên Bộ Chính trị khóa VI, Bí thư Trung ương Đảng.
- Ông Phạm Gia Túc (1965 - ): Phó Chánh Văn phòng Trung ương Đảng Cộng sản Việt Nam 
- Ông Viễn Chi (1919-1999):Thiếu tướng Công an nhân dân Việt Nam, Thứ trưởng Bộ Công an (1967-1988).
- Ông Nguyễn Văn Tính (1944-2006) Thượng tướng Công an nhân dân Việt Nam, Thứ trưởng Bộ Công an
- Ông Trần Quy Kiên Thứ Trưởng Bộ TNMT
- Thiếu Tướng Đặng Hồng Đức chánh văn phòng Bộ Công An
- Tiến sĩ Vũ Đình Chuẩn Vụ trưởng Vụ THPT Bộ Giáo Dục Đào Tạo

## Du lịch
Tại thị trấn Nam Giang, thôn Cẩm Nang (Giáp Ba) và Thượng thôn Kinh Lũng (Giáp Tư) có lễ hội chợ Viềng họp hàng năm vào ngày 8 tháng giêng âm lịch. Đáng kể là hội chùa Bi để ghi ơn Đức Thánh Tăng Từ Đạo Hạnh mỗi năm vào ngày 21 tháng Giêng âm lịch kéo dài 4 ngày và hội này có giá trị văn hóa lớn đã có bề dày lịch sử từ gần 1000 năm. Bên cạnh phía Đông Chùa Đại Bi còn có khu danh lam thắng cảnh Đền Giáp Ba, khu di tích này còn lưu giữ nhiều hoành phi câu đối, đồ thờ khí tự cổ từ thời Hậu Lê vẫn còn nguyên giá trị. Khu di tích này được công nhận di tích lịch cấp quốc gia vào ngày 28 tháng 1 năm 1994. Đền thờ Triệu Việt Vương Hoàng đế ngày mở hội từ 12/8 âm lịch đến ngày 14/8 (đây cũng là ngày chính kỵ). Đền thờ Vua có lối kiến trúc kiểu cung đình hài hòa cân đối, điều đặc sắc ở đây hàng năm tổ chức lễ hội dân làng làm cỗ mỗi nhà một mâm xôi gà lên dâng thánh, tế song, còn có lễ khao quân đây là một nét đẹp trong vùng không nơi nào có được.
Chùa Bi còn gọi là Đại Cổ Bi là một chứng tích lịch sử bằng gỗ lim từ triều Lý được gìn giữ gần như toàn vẹn, không bị các trùng tu thay đổi. Tương truyền những nơi này là nơi quân Tây Sơn đi qua làm lễ khao quân. Kết hợp văn hóa Phật giáo và làng nghề truyền thống là môi sinh cho đời sống đạo đức, văn hóa, có bản năng hiếu khách và dân làng đã có công đem nghề rèn ra khắp ba miền Trung, Nam, Bắc. Tương truyền cụ Tam Nguyên Yên Đổ Nguyễn Khuyến cũng đã có giao lưu với các nhà Nho thợ rèn và đã gói về nhà vế đối: "sắc không, không sắc".
Với nghề rèn và văn hóa chữ "Nôm" do Thánh Tăng Từ Đạo Hạnh truyền cho, dân làng đã đóng góp cho đất nước bằng kỹ năng và trí tuệ của mình. Từ xưa huyện Nam Trực đã là đất hiếu học với bốn vị trạng nguyên trong đó có Nguyễn Hiền đỗ trạng nguyên khi mới mười hai tuổi. Làng Vân Chàng còn có một trạng nguyên là "Thợ Rèn"..

## Làng nghề
Nói đến những vùng đất trăm nghề, địa phương nhiều nghề người ta thường nghĩ tới các huyện gần thủ đô. Nhưng ở một huyện giáp thành Nam như Nam Trực cũng có rất nhiều làng nghề, nghề phụ. Các làng nghề xưa, nghề phụ góp phần thúc đẩy kinh tế hộ gia đình tại các địa phương trong huyện:
- Làng hoa, cây cảnh Vị Khê (Nam Điền)
- Nghề rèn Vân Chàng (thị trấn Nam Giang)
- Nghề dệt vải, khăn Liên Tỉnh (Nam Hồng)
- Mây tre đan Thạch Cầu (Nam Tiến)
- Làng nghề làm phở Vân Cù (Đồng Sơn)
- Nghề cơ khí, rèn thôn Tư (Nam Giang)
- Nghề thêu ren Phú Thọ (Nam Thái)
- Làm mành ở Đỗ Xá (Nam Điền)
- Làng nghề vật liệu xây dựng An Lá (Nghĩa An)
- Trồng hoa, đào, quất cảnh Nam Điền
- Làng nghề cơ khí Đồng Côi (Nam Giang)
- Nghề xây dựng Vũ Lao (Tân Thịnh)
- Làng nghề làm phở Giao Cù (Đồng Sơn)
- Nghề thổi thủy tinh Xối Trì (Nam Thanh)
- Nghề làm nón thôn Cổ Gia (Nam Hùng)
- Chế biến lương thực thôn Ba (Nam Giang)
- Làm đèn ông sao, nhựa Báo Đáp (Hồng Quang)
- Có nghề đúc đồng thôn Quỹ Nhất (Nam Tiến)
- Làng nghề dệt Trung Thắng (Nam Thanh)
- Làng nghề miến, bánh thôn Phượng (Nam Dương)
- Nghề tơ tằm Đại An (Nam Thắng)
- Có nghề làm kẹo lạc Thượng Nông (Bình Minh)
- Làng nghề phế liệu và tái chế Vô Hoạn (Nam Mỹ)
- Làm khăn xếp Giáp Nhất (Nam Giang)
- Làng nghề làm phở Tây Lạc (Đồng Sơn)
- Nghề nhôm đúc Bình Yên (Nam Thanh).